# 党卫队第11旗队
党卫队第11旗队是隶属于一般親衛隊的一个团级规模单位，驻扎在奥地利的党卫队人员主要出自该旗队。该旗队最早组建于1932年，总部设在维也纳，在组建后的前几年里，该旗队是那些试图推動德奥合并的奥地利党卫队人员的大部队。
1936年，奥地利当局宣布党卫队为非法组织，第11旗队随即转入地下，但依旧参与了几次针对奥政府的秘密行动。纳粹德国于1938年吞并奥地利，第11旗队轉為公開，成为奥地利境内规模最大的党卫队团级单位。